# Coverage (Maya Hawke)
Coverage è un singolo della cantante statunitense Maya Hawke, pubblicato il 22 aprile 2020 come secondo estratto dal primo album in studio Blush.

## Descrizione
La Hawke in un comunicato ha commentato così il brano: